# Swainsona
Swainsona är ett släkte av ärtväxter. Swainsona ingår i familjen ärtväxter.

## Bildgalleri

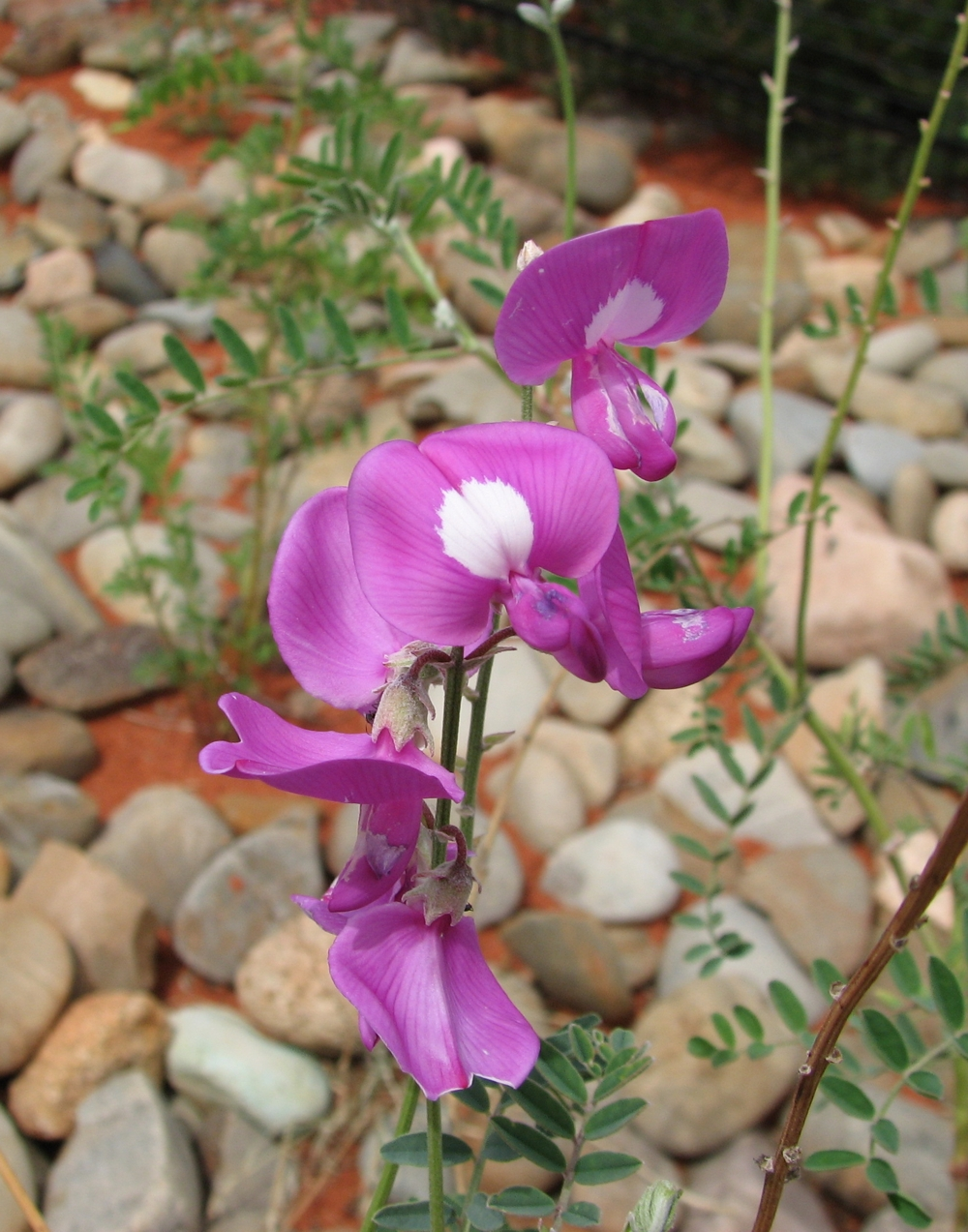
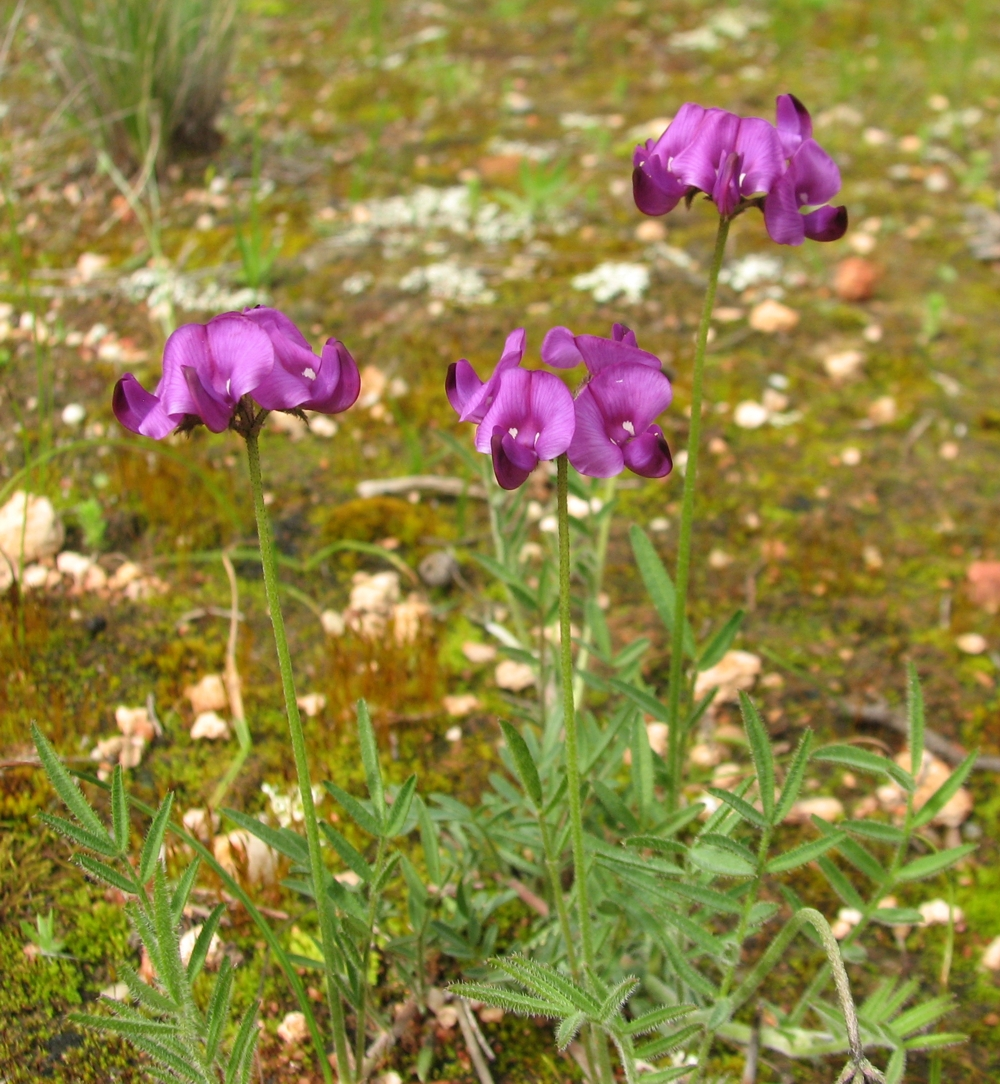
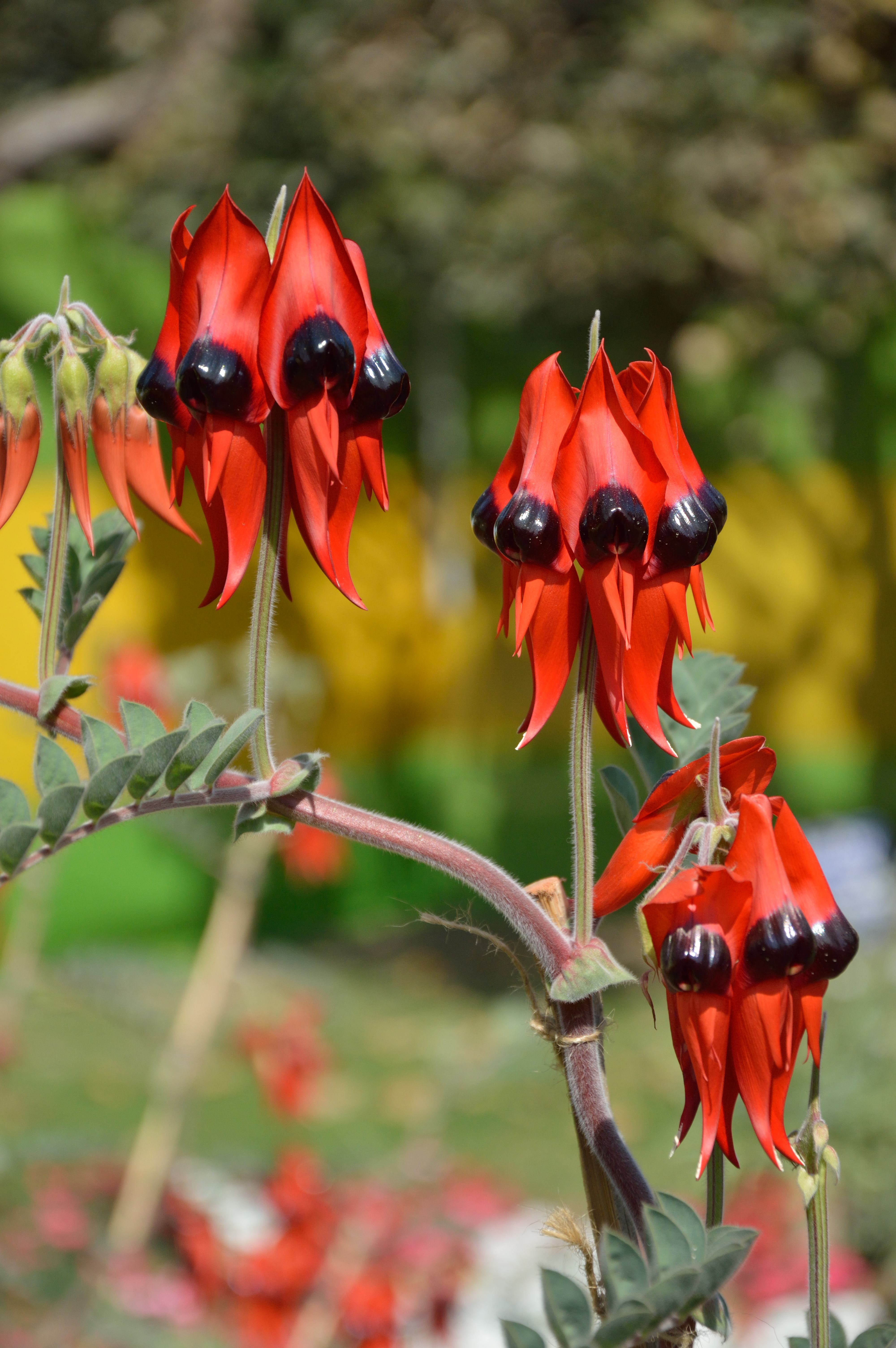
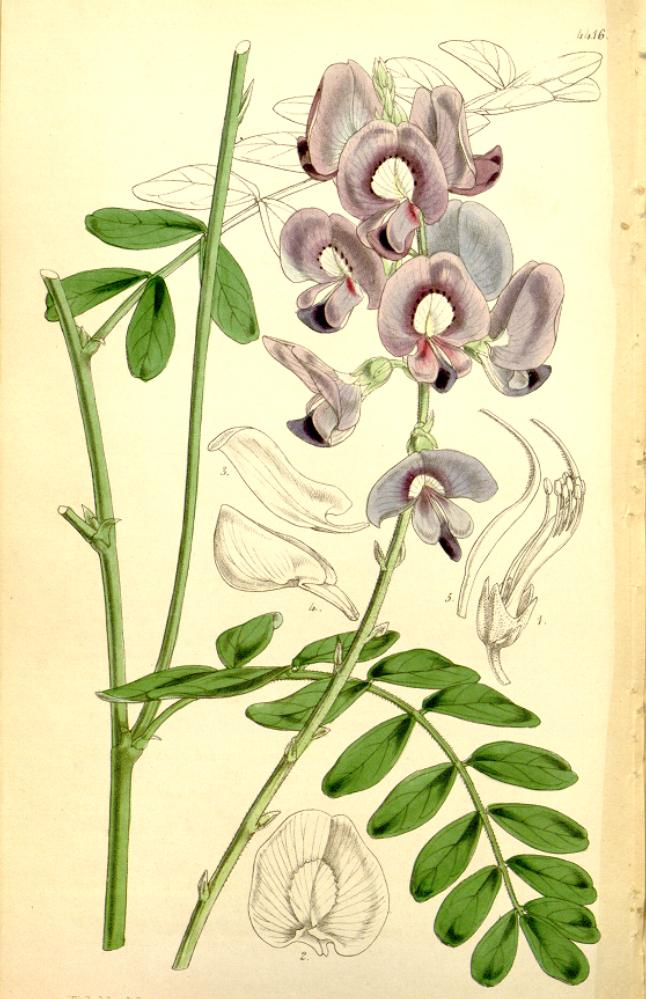
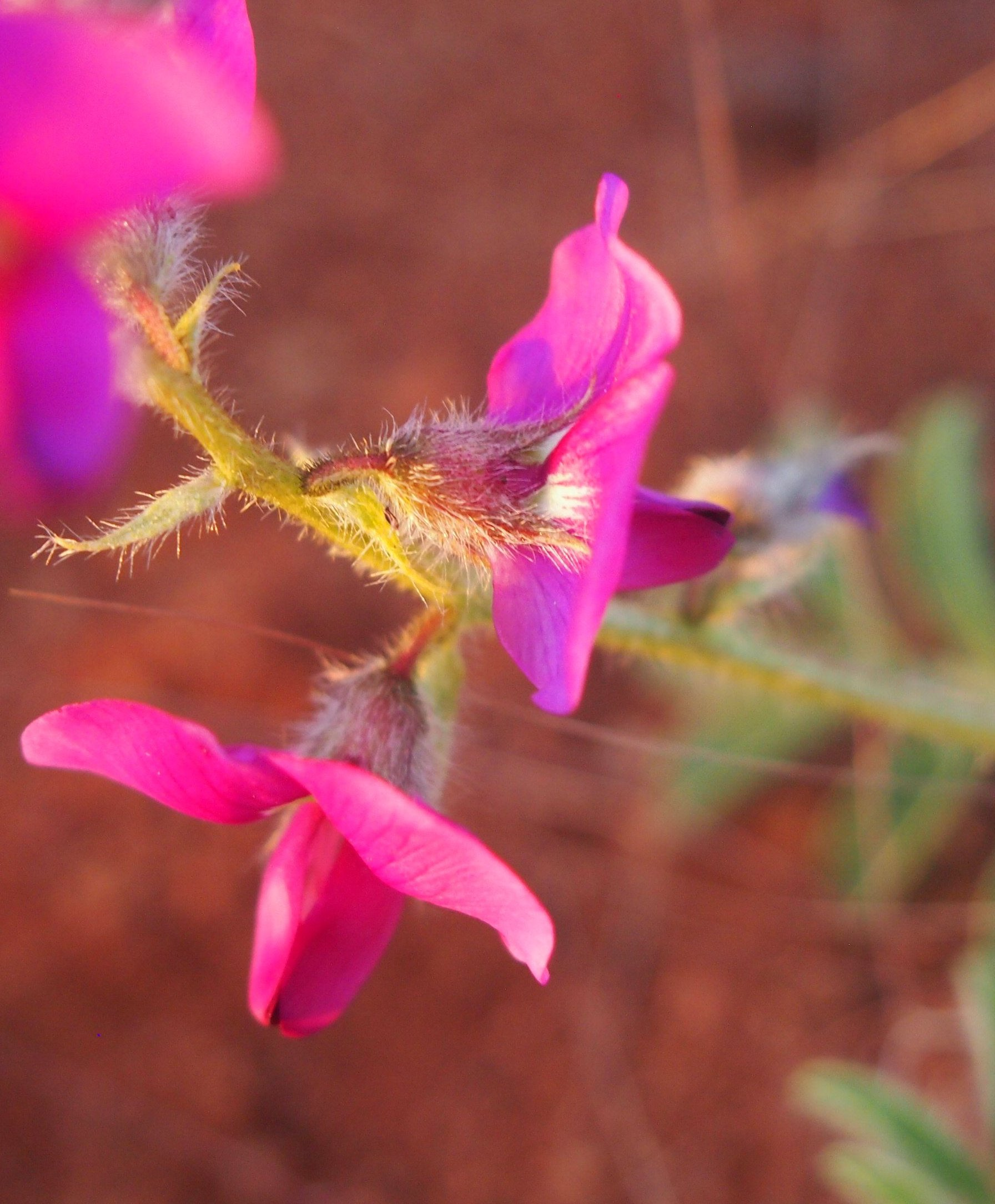
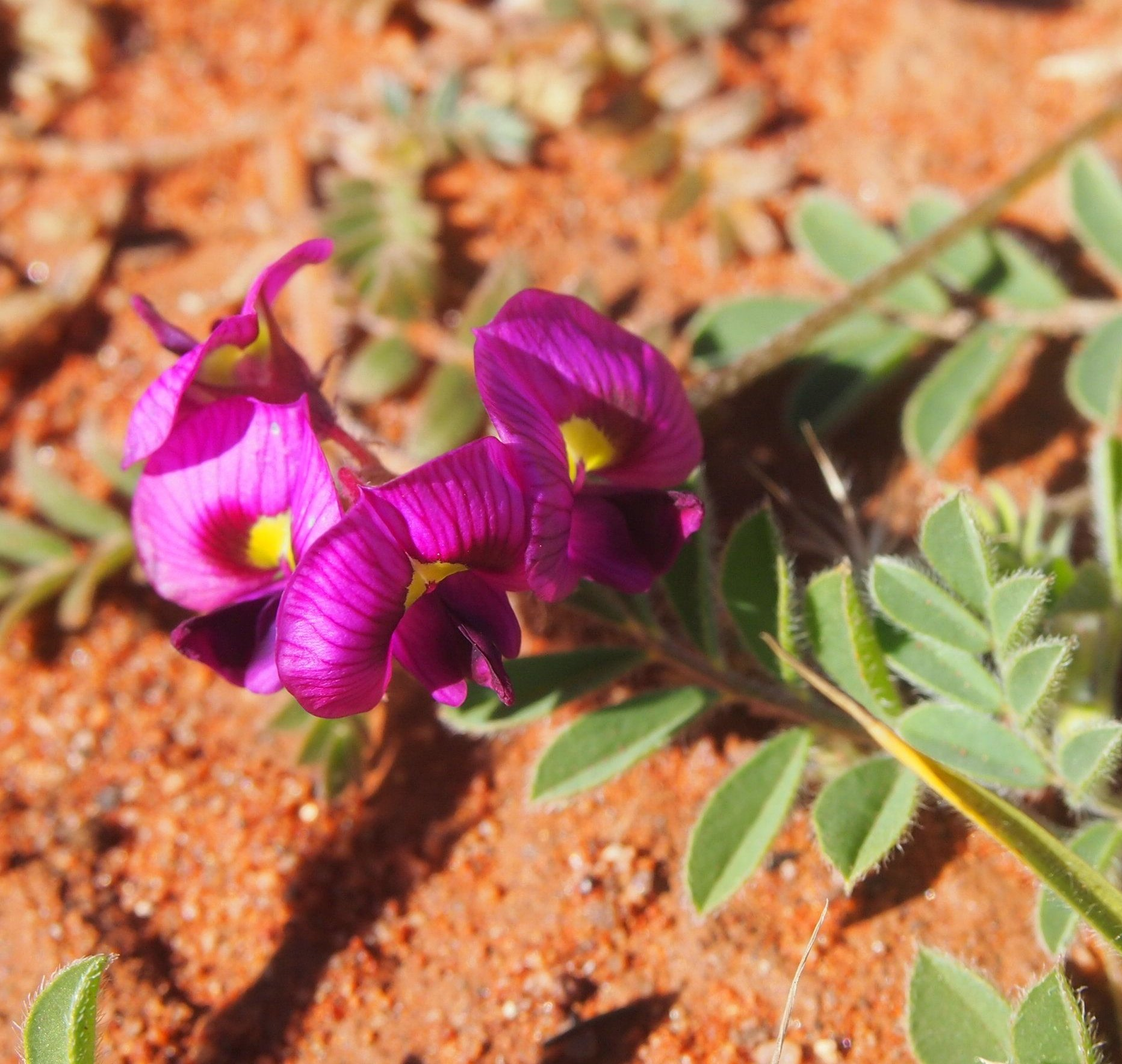

## Dottertaxa tillSwainsona, i alfabetisk ordning[1]
- Swainsona beasleyana
- Swainsona brachycarpa
- Swainsona burkei
- Swainsona burkittii
- Swainsona campestris
- Swainsona campylantha
- Swainsona canescens
- Swainsona colutoides
- Swainsona cyclocarpa
- Swainsona decurrens
- Swainsona dictyocarpa
- Swainsona drummondii
- Swainsona ecallosa
- Swainsona elegans
- Swainsona fissimontana
- Swainsona flavicarinata
- Swainsona formosa
- Swainsona forrestii
- Swainsona fraseri
- Swainsona galegifolia
- Swainsona gracilis
- Swainsona greyana
- Swainsona incei
- Swainsona kingii
- Swainsona laciniata
- Swainsona laxa
- Swainsona leeana
- Swainsona lessertiifolia
- Swainsona luteola
- Swainsona maccullochiana
- Swainsona microcalyx
- Swainsona microphylla
- Swainsona minutiflora
- Swainsona monticola
- Swainsona murrayana
- Swainsona novae-zelandiae
- Swainsona oligophylla
- Swainsona oliveri
- Swainsona oroboides
- Swainsona parviflora
- Swainsona pedunculata
- Swainsona phacoides
- Swainsona plagiotropis
- Swainsona procumbens
- Swainsona pterostylis
- Swainsona recta
- Swainsona rigida
- Swainsona rostellata
- Swainsona stenodonta
- Swainsona stipularis
- Swainsona swainsonioides
- Swainsona tephrotricha
- Swainsona unifoliolata
- Swainsona villosa
- Swainsona viridis